# Vincas Kudirka
Vincas Kudirka (31. prosince 1858 Paneriai (dnes část Vilniusu) – 16. listopadu 1899 Naumiestis (nyní Kudirkos-Naumiestis, asi 40 km západně od Kaunasu)) byl litevský lékař, spisovatel, novinář (ilegální noviny Varpas) a buditel. Roku 1881 začal studovat historii a filosofii na Varšavské univerzitě, ale následující rok přestoupil na medicínu. Roku 1889 promovala pak působil jako venkovský lékař.
Už v roce 1888 začal psát básně a o rok později založil s kolegy z univerzity ilegální literárně-politický časopis Varpas (Zvon), v němž publikoval satirické básně, protestující proti porušťování Litvy. Časopis tiskl v pruském Tilsitu a pak ho pašoval do Ruské říše, jejíž součástí tehdy Litva byla. Časopis se také zabýval otázkou sociálních reforem a měl vliv v liberálních a socialistických kruzích. Vycházel do roku 1905.
Kudirka byl též významným překladatelem, z angličtiny do litevštiny překládal Byrona, z němčiny Friedricha Schillera, z polštiny Adama Mickiewicze. Byl též prvním významným sběratelem a upravovatelem litevských lidových písní a je také autorem hudby i slov litevské státní hymny Tautiška giesmé. Zemřel na tuberkulózu v obci Naumiestis, jež byla později pojmenována po něm.